# Louis Brassin
Louis Brassin (Aix-la-Chapelle, 24 juin 1836 – Saint-Pétersbourg, 17 mai 1884) est un pianiste belge.

## Biographie
Né Louis de Brassine, dans une famille de musiciens : son père est baryton et son oncle le flûtiste et compositeur Louis Drouet. Il donne son premier concert à l’âge de 6 ans à Hambourg. Son père travaillant à l'Opéra de Leipzig, il est élève d'Ignaz Moscheles au Conservatoire de Leipzig pendant cinq ans. Avec ses frères, Leopold (pianiste, 1843–1890) et Gerhard (violoniste, 1844–1885), il effectue des tournées dans toute l'Europe.
En 1866, il est professeur au Conservatoire Stern de Berlin, puis entre 1869 et 1878 au Conservatoire de Bruxelles. Il s'installe ensuite à Saint-Pétersbourg (1878) et enseigne au Conservatoire, reprenant la classe de Theodor Leszetycki, parti à Vienne. Il meurt à 43 ans.
Parmi ses élèves belges, on note Arthur De Greef.

## Œuvres
Il laisse un ouvrage : l’École moderne du piano constitué de douze études (c. 1880 chez Schott à Mayence) ; deux concertos pour piano, des pièces de salon pour piano, dont Grand Galop fantastique, Grande Polonaise et un nocturne intitulé Au bord de la mer ; des mélodies et une transcription pour piano réputée de Wagner : l’Incantation du feu (Feuerzauber), extrait de la Walkyrie et quatre autres extraits du Ring. Il a composé deux opérettes : Der Thronfolger (Bruxelles, 1865) et Der Missionär.